# 英国物理学会
英国物理学会（えいこくぶつりがっかい、英語：The Institute of Physics）は、1873年に創立されたイギリスの物理学会である。

## 概要
ロイヤル・カレッジ・オブ・サイエンス（現・インペリアル・カレッジ・ロンドン）の物理学講座教授を務めたフレデリック・ガスリー（Frederick Guthrie）によって、Physical Society of Londonとして、南ケンジントンに創設された。1918年には（旧）Institute of Physicsが発足し、1960年に両者が統合され、現在の組織となった。
会員数は全世界で約4万名。現在、Institute of Physics Publishing（IOP Publishing）からおよそ40の学術雑誌を刊行しており、インパクトファクターが高い雑誌が多い。1994年から電子出版を開始した。世界各地の学会と相互協定を結んでおり、日本国内での協定先は日本物理学会、応用物理学会が挙げられる。
学生教育用プログラムを運営し、特に物理教育改革のための委員会を設置し議論を重ね作成された Advancing Physics は世界各国で読まれており、シュプリンガーより日本語訳が発刊されている。

## 出版物
括弧内は2005年インパクトファクター

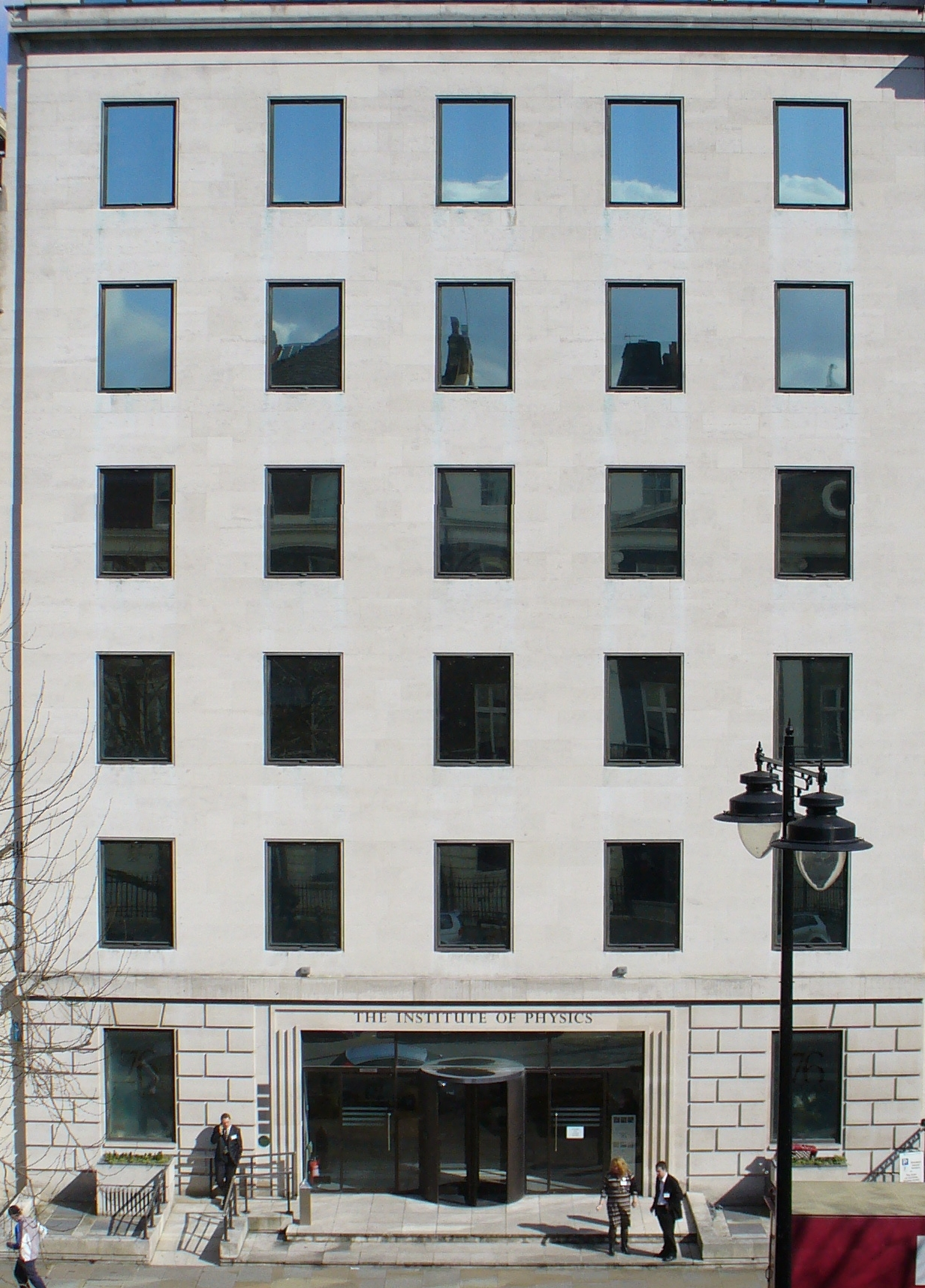
ロンドンのIOP本部ビル

- Journal of Physics: Condensed Matter (2.145)
- Journal of Physics D: Applied Physics (1.957)
- Journal of Physics G: Nuclear and Particle Physics (2.173)
- Journal of Radiological Protection (0.942)
- Journal of Statistical Mechanics: Theory and Experiment (2.273)
- Journal of Cosmology and Astroparticle Physics (6.739)
- Journal of High Energy Physics (5.944)
- New Journal of Physics (3.585)
- Classical and Quantum Gravity (2.938)
- Inverse Problems (1.541)
- Measurement Science and Technology (1.079)
- Metrologia (1.479)
- Nanotechnology (2.993)
- Plasma Physics and Controlled Fusion (2.902)
- Physics in Medicine and Biology (2.683)
- Nonlinearity (1.008)
- Nuclear Fusion (3.418)
- Reports on Progress in Physics (8.893)
- Superconductor Science and Technology (1.896)

## 顕彰
- ディラック賞（理論物理学）
- アイザック・ニュートン・メダル（物理学における卓越した貢献）
- ラザフォードメダル賞（原子核物理研究および原子核技術の発展）
- マイケル・ファラデー・メダル賞（実験物理学における卓越した貢献）
- リチャード・グレイズブルック・メダル賞（学会への特別な寄与および物理学の応用）
- ネヴィル・モット・メダル賞（凝縮系物理）
- デニス・ガボール・メダル賞
- フェルナン・オルヴェック・メダル賞
- フレッド・ホイル・メダル賞
- サイモン記念賞

## 歴代会長
- 1960 –1962 ジョン・コッククロフト
- 1962 –1964 Alan Herries Wilson
- 1964 –1966 Gordon Sutherland
- 1966 –1968 James Taylor
- 1968 –1970 Malcolm R Gavin
- 1970 –1972 James Woodham Menter
- 1972 –1974 Brian Flowers
- 1974 –1976 Brian Pippard
- 1976 –1978 Basil John Mason
- 1978 –1980 Bas Pease
- 1980 –1982 Denys Wilkinson
- 1982 –1984 Robert James Clayton
- 1984 –1986 Alec Merrison
- 1986 –1988 Godfrey Stafford
- 1988 –1990 Cyril Hilsum
- 1990 –1992 Roger Blin-Stoyle
- 1992 –1994 Clive Foxell
- 1994 –1996 Arnold Wolfendale
- 1996 –1998 Brian Manley
- 1998 –2000 Gareth Roberts
- 2000 –2002 Peter Williams
- 2002 –2004 David Wallace
- 2004 –2006 John Enderby
- 2006 –2008 Peter Saraga
- 2008 –2010 ジョスリン・ベル・バーネル
- 2010 –2011 Marshall Stoneham
- 2011 –2011 ジョスリン・ベル・バーネル
- 2011 –2013 Peter Knight
- 2013 –2015 Frances Saunders
- 2015 –2017 Roy Sambles
- 2017 –2019 Julia Higgins
- 2019 –2021 Jonathan Flint
- 2021 –現在 Sheila Rowan

### IOPの出版物・運営サイト
- IOP出版の電子ジャーナル
- Physics.org
- Physicsworld.com
- Advancing Physics